# Somma (rzeka)

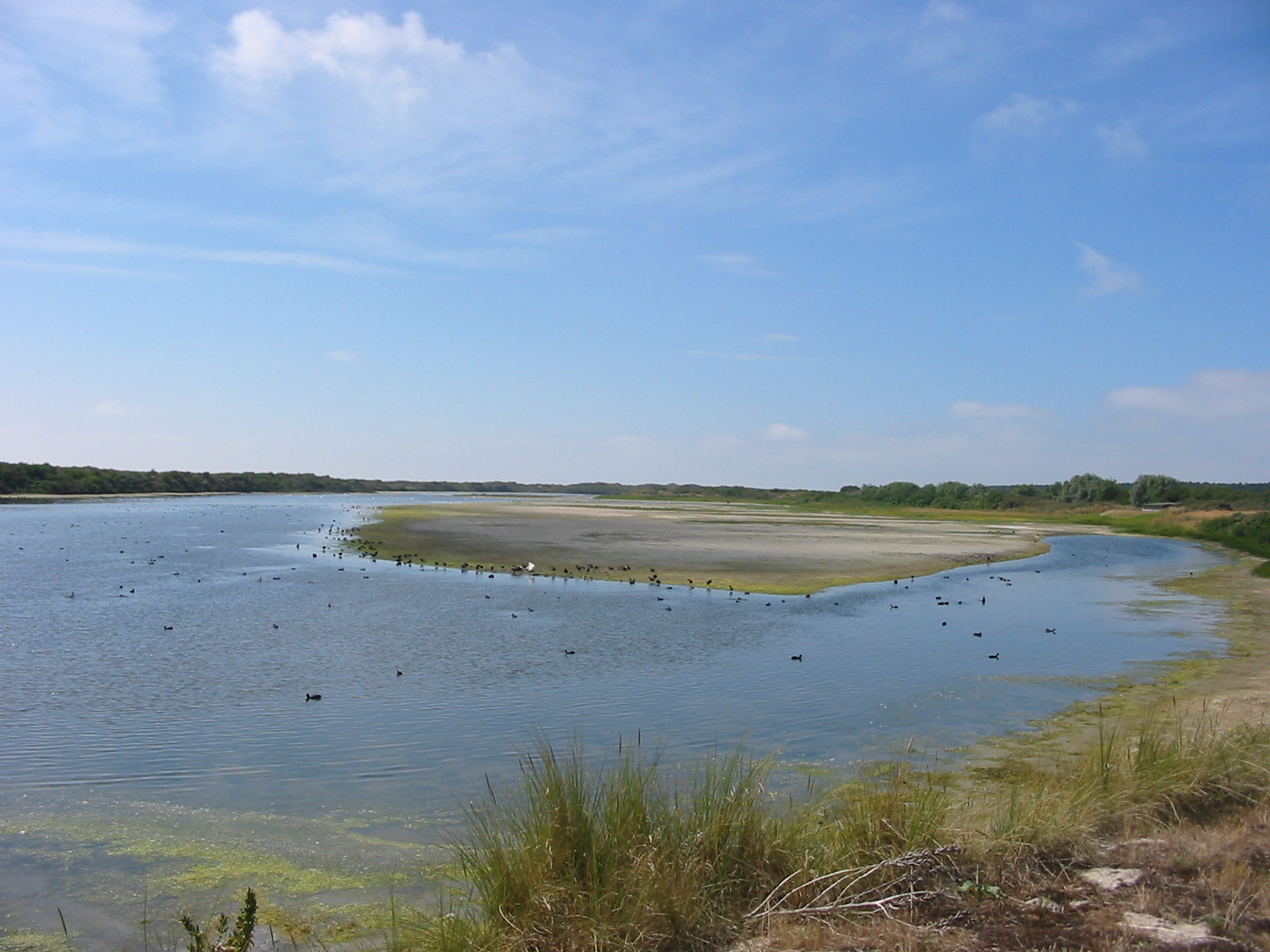
Somma

Somma (fr. Somme) – rzeka w Pikardii, w północnej Francji, o długości 245 km. Jej źródła znajdują się w pobliżu Fonsommes; uchodzi do kanału La Manche w Zatoce Sommijskiej, pomiędzy miastami Crotoy i Saint-Valery-sur-Somme. Leży w synklinie geologicznej, która tworzy również cieśninę Solent. Dzięki temu charakteryzuje się dość stałym i łagodnym nachyleniem, gdzie można wyróżnić kilka teras rzecznych.

## Nazwa
W starożytności rzeka Somma była znana jako Samara. Przypuszczalnie słowo to oznacza „rzekę letnią”, czyli „cichą rzekę”, wywodząc się od przymiotnika *sam-aro- („letni”), który z kolei pochodzi od celtyckiego rdzenia *samo- („lato”).
Miasto Amiens kiedyś znane było również jako Samarobriva (po galijsku „most na Samarze”). Poświadczone jest na początku I wieku p.n.e. jako główne miasto Ambianów, starożytnego plemienia galijskiego zamieszkującego ten region. Współczesny departament Somma został nazwany od tej rzeki.

## Historia

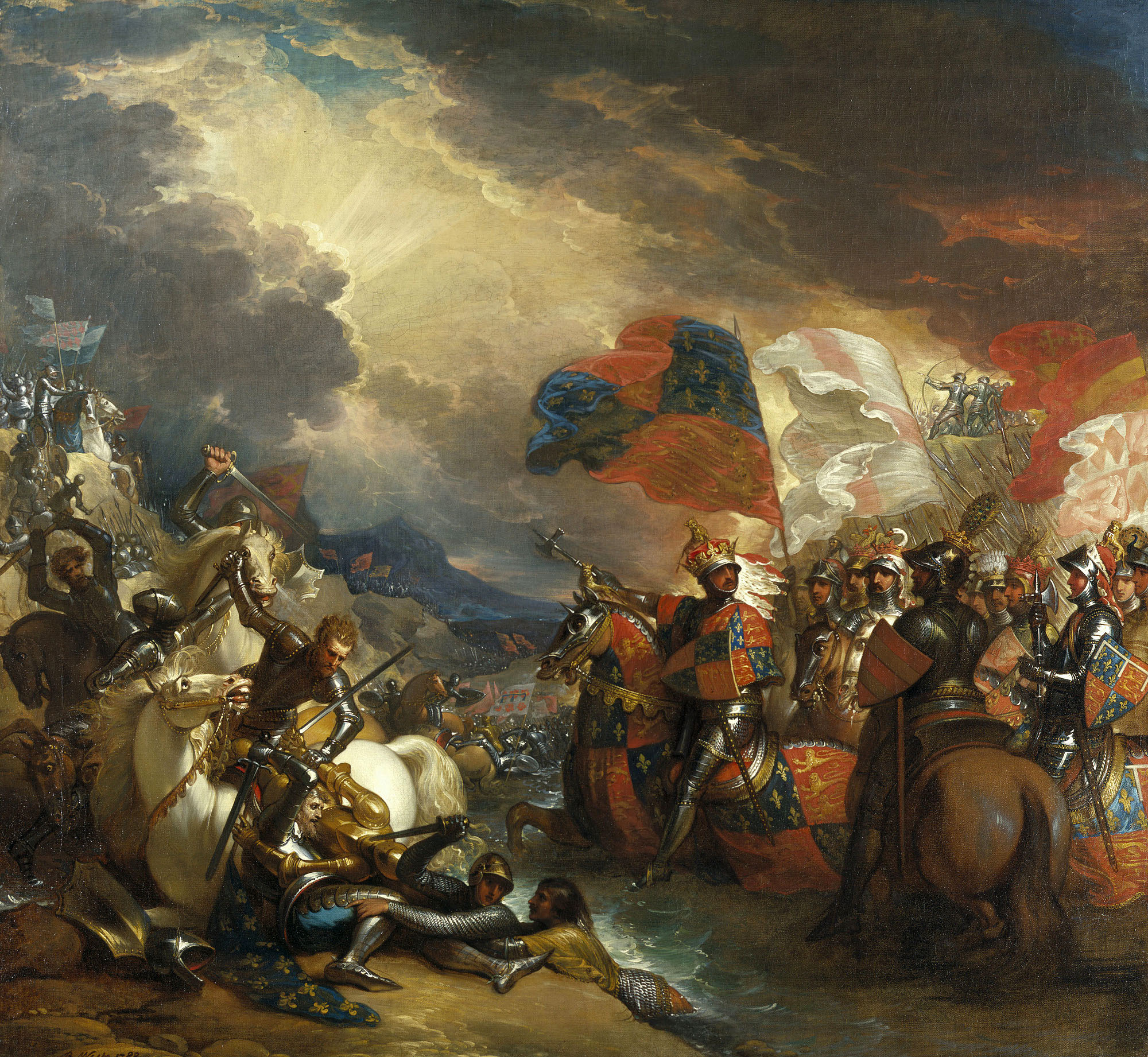
Edward III przeprawiający się przez Sommę, obraz Benjamina Westa, 1788

Somma odegrała ważną rolę w kilku kampaniach wojskowych. W 1066 roku flota inwazyjna Wilhelma Zdobywcy zgromadziła się w Zatoce Sommijskiej, w Saint-Valery-sur-Somme. Rzeka była również obecna w 1346 roku podczas wycofania armii Edwarda III, króla Anglii, która przeprawiła się przez bród w rzece w czasie bitwy pod Blanchetaque podczas kampanii, której kulminacją była bitwa pod Crécy. Przeprawa przez rzekę odegrała również ważną rolę w kampanii, która doprowadziła do bitwy pod Azincourt w 1415 roku.
W 1636 roku armia hiszpańska dowodzona przez Tomasza Franciszka, księcia Carignano, przeprawiła się przez Sommę, pokonując armię francuską podczas wojny trzydziestoletniej.
Najsłynniejsza bitwa nad Sommą, która miała miejsce w czasie I wojny światowej, trwała od lipca do listopada 1916 roku i pochłonęła ponad milion ofiar. Szeregowy A. S. Bullock w swoich wojennych wspomnieniach wspominał, jak po raz pierwszy zobaczył to miejsce na początku kwietnia 1918 roku: dotarliśmy do małej miejscowości o nazwie Hangest-sur-Somme. Pociąg zatrzymał się i zjechaliśmy w dół. Przed nami był błotnisty, leniwy i nieco wąski strumień, który dał nazwę jednej z najstraszniejszych bitew w historii – nad Sommą . Ciężkie walki, w których ostatecznie powstrzymano niemieckie oddziały w ofensywie wiosennej 1918 roku, rozegrały się również w dolinie Sommy, w miejscach takich jak Villers Bretonneux.